# Pogatschen
Pogatschen sind runde, salzige Gebäckstücke, die im Karpatenbecken, auf dem Balkan und in der Türkei zur typischen Küche gehören.

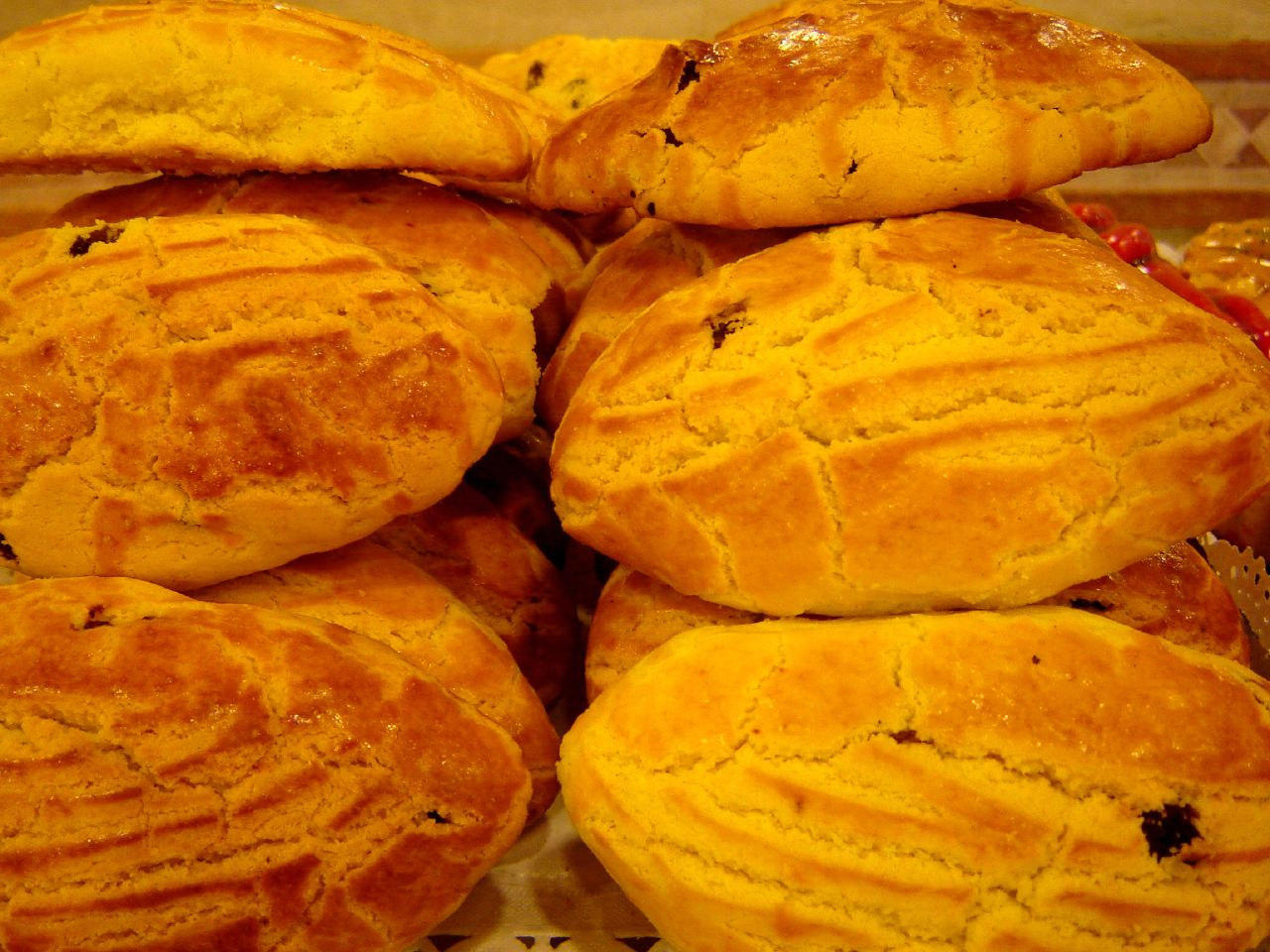
Pogatschen

## Bezeichnung
Die Schreibweise Pogatschen ist in Deutschland und Österreich verbreitet. In allen südslawischen Sprachen lautet sie pogača beziehungsweise погача, auf Albanisch pogaçe und auf Türkisch poğaça. Über die südslawischen Sprachen kam der Begriff ins Ungarische, wo sie als pogácsa bekannt sind.
Der Name leitet sich vom spätlateinischen Wort foccantia „gebackener Teig“ ab, einer Ableitung von focus „Herd“, „Pfanne“. Das italienische Fladenbrot Focaccia, die französische Fougasse und die spanische hogaza haben ebenfalls denselben sprachgeschichtlichen Ursprung.

## Varianten

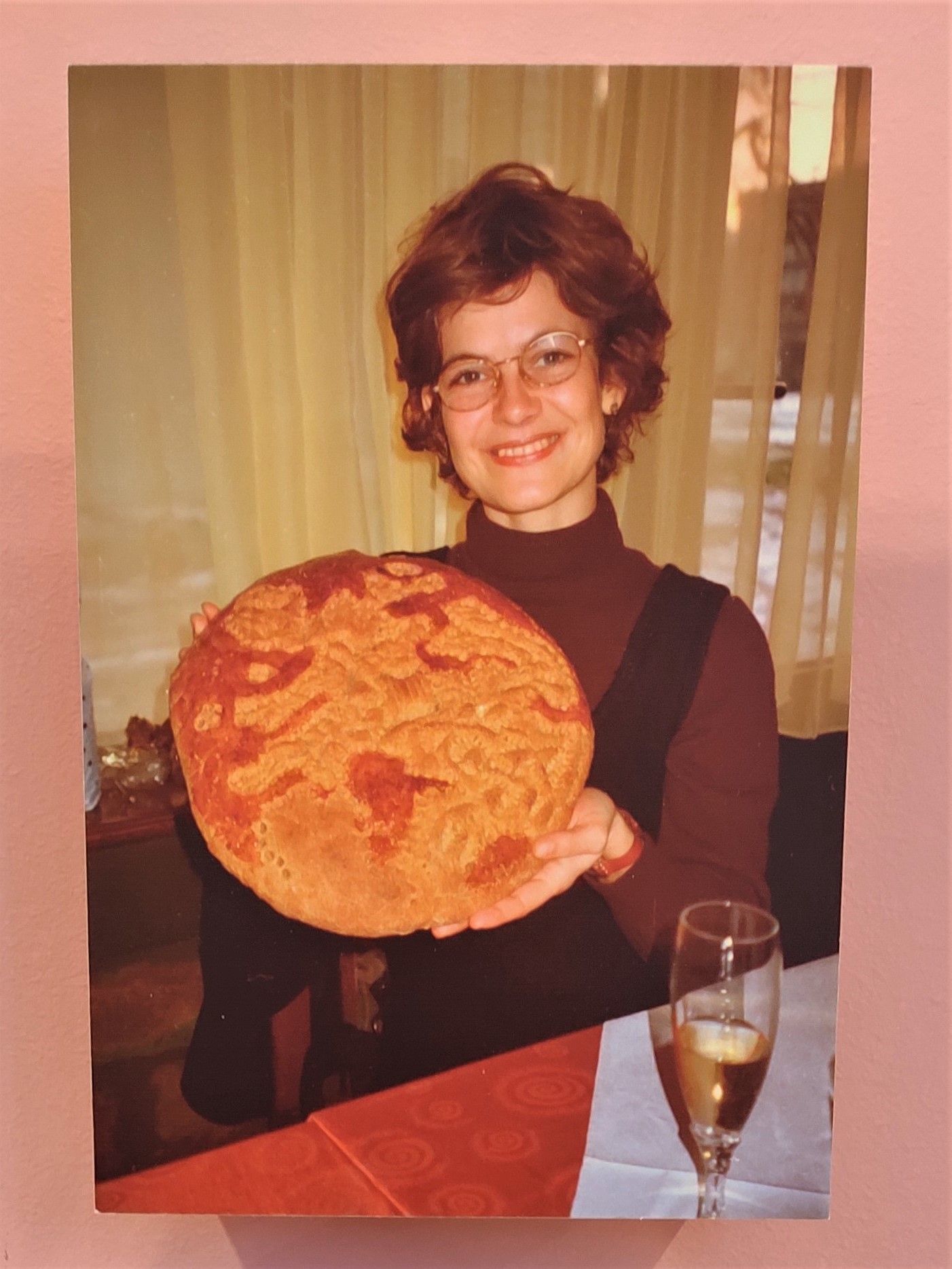
Pogatsche mit Europakarte

Es gibt verschiedene Varianten mit Kartoffeln, Butter, Grammeln (Grammelpogatscherl), Schafskäse oder Kraut. In Griechenland, besonders in Thessaloniki, gibt es auch eine süße Version (griechisch μπουγάτσα bougátsa), die mit Grießpudding gefüllt ist.